# Santa Comba Dão

## Geografie
Santa Comba Dão is een Portugese stad in het district Viseu, gelegen in de provincie Beira Alta, regio Centro en de subregio Viseu Dão-Lafões, met ongeveer 3.400 inwoners.
De stad ligt tussen de rivieren de Dão (rivier) en de Mondego, ongeveer op gelijke afstand tussen de steden Viseu en Coimbra. In 1999 kreeg Santa Comba Dão de categorie 'stad' toegekend.
Het is de stadskern van de gelijknamige gemeente.
Santa Comba Dão grenst in het noorden aan de gemeente Tondela, in het oosten aan Carregal do Sal, in het zuidoosten aan Tábua, in het zuiden aan Penacova en in het westen aan Mortágua.

## Bevolking
In 1864 telde de gemeente Santa Comba Dão 9.712 inwoners. Het aantal groeide tot een maximum van 14.556 in 1950. Daarna liep het inwoneraantal gestaag terug tot 11.597 (census van 2011).
De bevolkingsopbouw van Santa Comba Dão is verschillend van het gemiddelde in Portugal (Tabel). Er woont een groter aandeel ouderen (65 jaar of ouder) dan het landelijk gemiddelde.
| 0-14 jaar  | 13 % | 15 % |
| 15-64 jaar | 61 % | 66 % |
| >=65 jaar  | 26 % | 19 % |

## Deelgemeenten

De freguesias van de gemeente

De gemeente Santa Comba Dão is onderverdeeld in 6 deelgemeenten (freguesia's):
1. Ovoa en Vimieiro
2. Pinheiro de Ázere
3. Santa Comba Dão e Couto do Mosteiro
4. São Joaninho
5. São João de Areias
6. Treixedo en Nagozela

Pinheiro de Ázere, São João de Areias, Óvoa en Vimieiro liggen aan de zuidelijke oever van de rivier de Dão, terwijl de andere deelgemeenten op de noordelijke oever liggen. De voormalige deelgemeente van Vimieiro, op 3 km van Santa Comba Dão, heeft een treinstation, genoemd naar de gemeente.

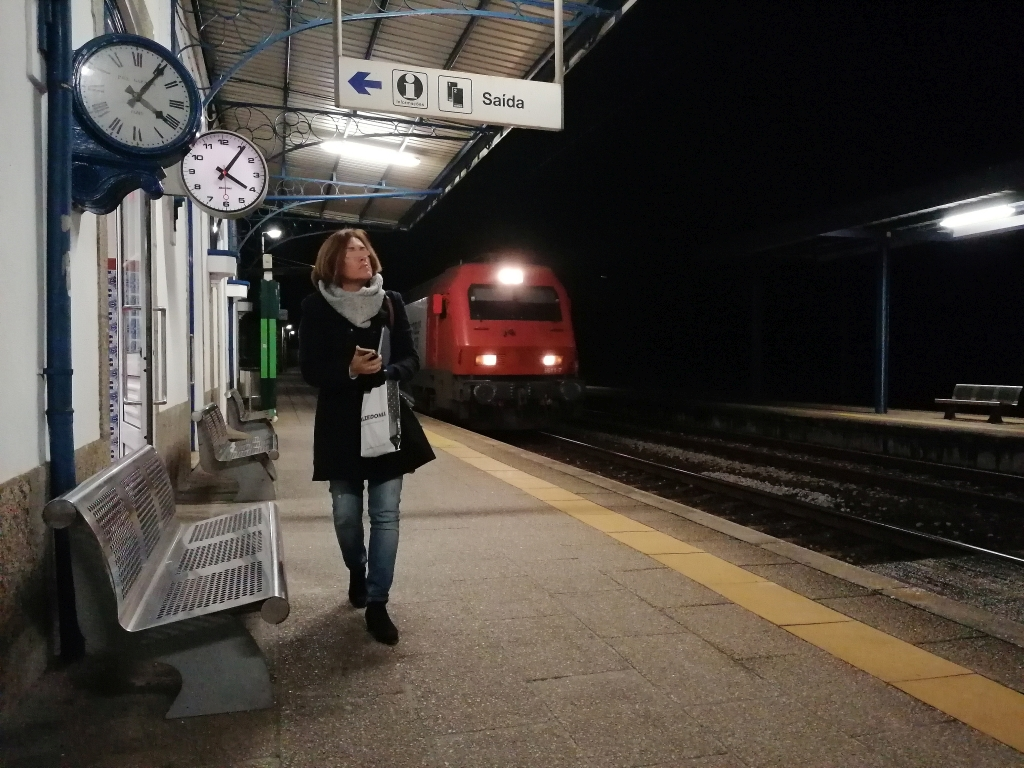
De internationale Sud Expresso trein op het station Santa Comba Dão

## Geschiedenis
In middeleeuwse Portugese documenten is er een verwijzing naar een "Castro Comba" ('castros' of heuvelforten  zijn constructies van de pre-Romeinse Iberische volkeren) en er zijn aanwijzingen voor het bestaan van een castro in Vila de Barba, waar later de Visigoten vestingwerken zouden hebben gebouwd. Tot op heden zijn er geen archeologische overblijfselen uit deze tijd gevonden. Uit het daaropvolgende Romeinse tijdperk bestaan er sporen op verschillende locaties binnen de gemeente: in Patarinho, Óvoa, waar waarschijnlijk een Romeinse 'Villae' stond en op het erf van de kerken in Couto de Mosteiro en in Treixedo.
De oorsprong van de naam Santa Comba Dão gaat terug tot vóór de Reconquista. De eerste benaming was Villa de Sancta Columba, ter ere van de heilige Columba. Het klooster van Lorvão schenkt in 1102 een zogenaamde Carta de Foral, aan de inwoners van Santa Comba en Treixedo om de vestiging van bewoners in deze plaatsen te bevorderen. Een Carta de Foral was een document, uitgegeven door de Portugese koningen in Portugal in de 12e tot de 16e eeuw, dat tot doel had een Concelho (gemeente) op te richten en zijn administratie, grenzen en voorrechten te regelen. 
Gezien de politieke en administratieve instabiliteit in die tijd, worden het land van Santa Comba overgedragen aan het bisdom van Coimbra, een situatie die blijft bestaan tot ten minste 1472, wanneer Galvão, bisschop van Coimbra, zichzelf tot graaf van Santa Comba benoemt. In 1514 verleent D. Manuel 'Cartas de Foral' aan Santa Comba Dão en aan São João de Areias, Pinheiro de Ázere, Óvoa en Couto do Mosteiro.
Vanaf de negentiende eeuw omvat de gemeente Santa Comba Dão de toenmalige freguesia's: Óvoa, Couto do Mosteiro, Pinheiro, São João de Areias, Nagozela en Treixedo. In de bestuurlijke reorganisatie van 2012 worden enkele freguesia's samengevoegd: Nagozela en Treixedo vormen samen de Unie van Freguesia's van Treixedo en Nagozela. Couto do Mosteiro is nu deel van de freguesia: Unie van Freguesia's van Santa Comba Dão en Couto do Mosteiro. De vroegere freguesia's Ovoa en Vimieiro vormen sinds 2012 samen een nieuwe freguesia.

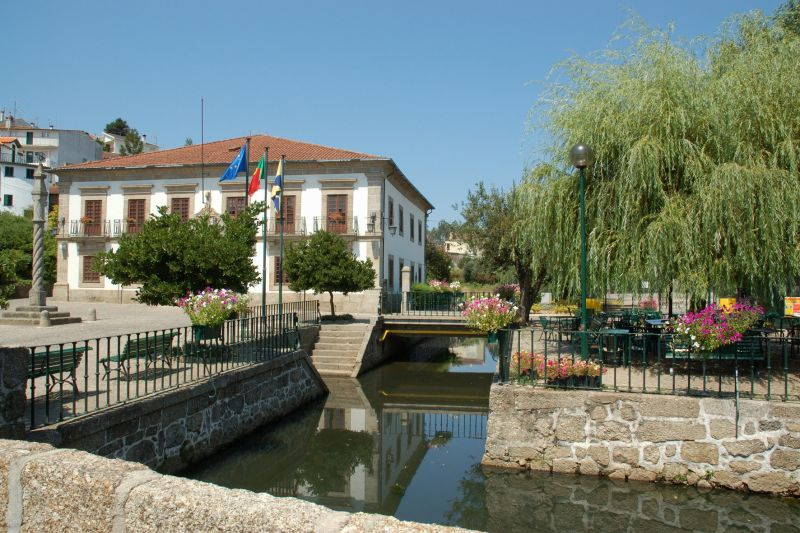
Gemeentehuis van Santa Comba Dão

## Gemeentelijk bestuur
Het gemeentebestuur van de gemeente Santa Comba Dão bestaat uit een burgemeester en wethouders. Er is een gemeenteraad, het wetgevende orgaan van de gemeente, bestaande uit een president en twee secretarissen en 27 gemeenteraadsleden, van wie er 21 rechtstreeks worden verkozen, plus de 6 voorzitters van de deelgemeenten. Bij de lokale verkiezingen van 2017 waren de resultaten als volgt: de burgemeester, 4 wethouders en 18 raadsleden zijn van de Partido Socialista (PS), de resterende 2 wethouders en 9 raadsleden behoren bij de Partido Social Democrata (PSD).
Santa Comba Dão is sinds 1998 een zusterstad van Namaacha, Mozambique.

## Economie
In 2011 telde Santa Comba Dão een beroepsbevolking van 4.851 mensen, waarvan 498 ingeschreven in een werkloosheidscentrum (onder het nationale gemiddelde van 12,7%) en met een gemiddeld salaris (inclusief overuren, toeslagen of premies) van € 845,60  (het nationale gemiddelde voor dat jaar was € 1083,80).
In 2017 waren 1037 bedrijven geregistreerd in Santa Comba Dão, waarbij 96,8% van de bedrijven minder dan 10 mensen in dienst had (nationaal gemiddelde: 96,3%). In 2017 werkte het merendeel van de bevolking in de dienstensector (62,5%), met daarnaast een deel in de extractieve industrie en de productie industrie (20,1%). In 2009 was het agrarische personeelsbestand 10,3% van de beroepsbevolking. De productie van  wijn is een belangrijke agrarische activiteit in de gemeente, met een wijnproductie van 1523 hectoliter.

## Erfgoed
De belangrijkste monumenten zijn:

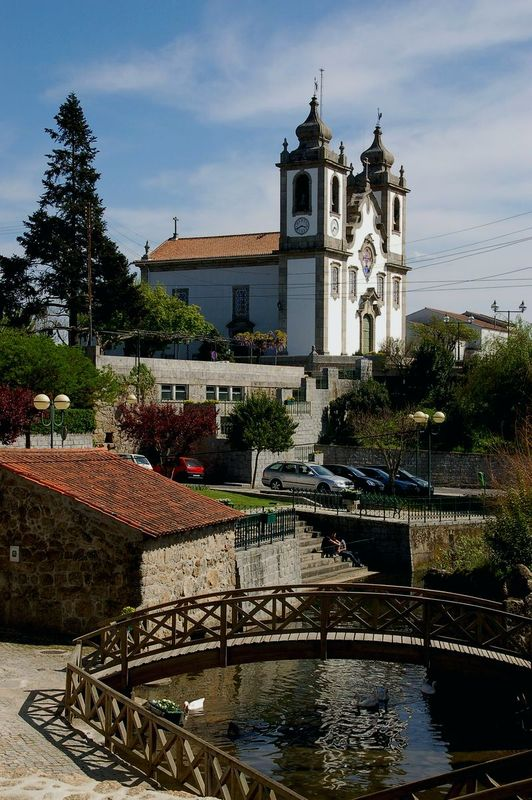
Kerk in Santa Comba Dão

- Moederkerk Santa Comba Dão - daterend uit de 18e eeuw, in barokstijl, met twee klokkentorens.
- Casa dos Arcos - voorouderlijk landhuis van de Baronnen van Santa Comba Dão. Op de eerste verdieping is er een gemeentelijke bibliotheek. Op de begane grond bevindt zich een vacaturebank.
- Joaquim Alves Mateus House - gelegen nabij het Casa dos Arcos, oorspronkelijk daterend uit 1555, later herbouwd in de 18e eeuw, met architectonische kenmerken uit de Renaissance.
- Ecopista do Dão (fietspad) - verbindt Viseu, Tondela en Vimieiro via een fietspad van 48 km.

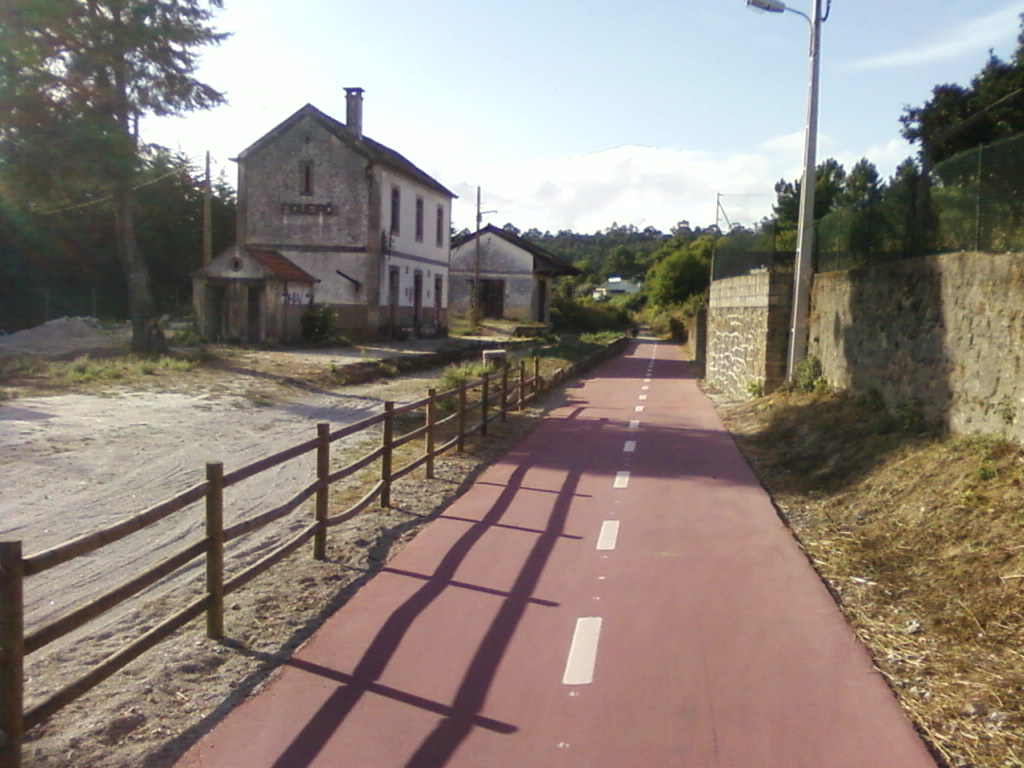
Ecopista do Dão

## Bekende personen
- Aníbal Correia de Matos (1915–2004) - directeur en journalist in Figueira da Foz.
- António de Oliveira Salazar (1889-1970) - hoogleraar politieke economie en financiën aan de universiteit van Coimbra en dictator, voorzitter van de Portugese ministerraad, oprichter van de Estado Novo.
- António Luís Costa (1953) - gepensioneerd korporaal en veroordeelde seriemoordenaar die tussen 2005 en 2006 drie jonge vrouwen heeft vermoord.[7]
- Pater Fernando Oliveira (ca. 1507-1581), geboren in Santa Comba Dão - letterkundige, historicus, cartograaf, kapitein, oorlogstheoreticus. De eerste grammatica van de Portugese taal is geschreven door deze Fernando Oliveira.